# Andorra
Andorra (pronúncia em catalão: [ənˈdorə] (escutarⓘ), pronúncia local: [anˈdɔra]), oficialmente Principado de Andorra (em catalão:  Principat d'Andorra), e por vezes Principado dos Vales de Andorra (em catalão:  Principat de les Valls d'Andorra), é um microestado soberano europeu, sem acesso ao mar, na Península Ibérica, nos Pirenéus orientais, limitado pela França ao norte e pela Espanha ao sul. Acredita-se que tenha sido criada por Carlos Magno, sendo governada pelo Conde de Urgel até 988, quando foi transferida para a Diocese de Urgel, com o principado atual sendo formado por um tratado denominado Paréage em 1278. É conhecido como um principado, pois é uma diarquia liderada por dois copríncipes: o arcebispo católico de Urgel na Espanha e o presidente da República da França.
Andorra é a sexta menor nação da Europa, com uma área de 468 km² e uma população de aproximadamente 77 281 habitantes. Os andorranos são um grupo étnico românico de ascendência originalmente catalã. Andorra é o 16.º menor país do mundo em terra e o 11.º menor país em população. Sua capital, Andorra-a-Velha, é a capital mais alta da Europa, a uma altitude de 1 023 m acima do nível do mar. A língua oficial do país é o catalão, embora espanhol e francês também sejam comumente falados.
A economia andorrana é baseada no turismo, estima-se que cerca 10,2 milhões de turistas visitem o país anualmente. Não é membro da União Europeia, embora tenha adotado o euro como a sua moeda oficial. É membro das Nações Unidas desde 1993.

## Etimologia
A origem da palavra Andorra é desconhecida, embora várias hipóteses tenham sido formuladas. A derivação mais antiga da palavra Andorra é do historiador grego Políbio (As Histórias III, 35, 1) que descreve os Andosins, uma tribo ibérica pré-romana, como historicamente localizada nos vales de Andorra e enfrentando o exército cartaginense em sua passagem. através dos Pirenéus durante as Guerras Púnicas. A palavra Andosini ou Andosins (Ἀνδοσίνοι) pode derivar do handia basco cujo significado é "grande" ou "gigante". A toponímia andorrana mostra evidências da língua basca na área. Outra teoria sugere que a palavra Andorra pode derivar da antiga palavra Anorra que contém a palavra basca ur (água).
Outra teoria sugere que Andorra pode derivar do árabe al-durra, que significa "A floresta" (الدرة). Quando os mouros colonizaram a Península Ibérica, os vales dos Pirenéus eram cobertos por grandes extensões de floresta, e outras regiões e cidades, também administradas por muçulmanos, receberam essa designação.
Outras teorias sugerem que o termo deriva do andrógino navarro-aragonês, que significa "terra coberta de arbustos" ou "cerrado".
A etimologia popular sustenta que Carlos Magno havia nomeado a região como uma referência ao vale bíblico cananeu de Endor ou Andor (onde os midianitas haviam sido derrotados), um nome também concedido por seu herdeiro e filho Louis le Debonnaire após derrotar os mouros no " vales selvagens do inferno".

## História

### Pré-história
La Balma de la Margineda, encontrada por arqueólogos em Sant Julia de Loria, foi estabelecida em 9 500 a.C. como um lugar de passagem entre os dois lados dos Pireneus. O acampamento sazonal estava perfeitamente localizado para caçar e pescar pelos grupos de caçadores-coletores de Ariège e Segre.
Durante a Era Neolítica, um grupo de humanos mudou-se para o Vale do Madriu (atualmente Parque Natural localizado em Escaldes-Engordany, declarado Patrimônio da Humanidade pela UNESCO) como um campo permanente em 6 640 a.C. A população do vale cultivava cereais, criava gado doméstico e desenvolvia comércio com pessoas do Segre e do Occitânia.
Outros depósitos arqueológicos incluem os Túmulos de Segudet (Ordino) e Feixa del Moro (Sant Julia de Loria), ambos datados em 490–4300 aC, como um exemplo da cultura da urna em Andorra. O modelo de pequenos assentamentos começa a evoluir como um urbanismo complexo durante a Idade do Bronze. Itens metalúrgicos de ferro, moedas antigas e relicaries podem ser encontrados nos antigos santuários espalhados pelo país.
O santuário de Roc de les Bruixes (Pedra das Bruxas) é talvez o mais importante complexo arqueológico desta época em Andorra, localizado na freguesia de Canillo, sobre os rituais dos funerais, escrituras antigas e murais de pedra gravada.

### Andorra Ibérica e Romana
Os habitantes dos vales eram tradicionalmente associados aos ibéricos e historicamente localizados em Andorra como a tribo ibérica Andosins ou Andosini (Ἀνδοσίνους) durante os séculos VII e II a.C. Influenciados pelas línguas aquitânica, basca e ibérica, os habitantes locais desenvolveram alguns topônimos atuais. Primeiros escritos e documentos relativos a esse grupo de pessoas remontam ao século II a.C. pelo escritor grego Políbio em suas histórias durante as Guerras Púnicas.
Alguns dos restos mais significativos desta época são o Castelo do Roc d'Enclar (parte da antiga Marca Hispanica), l'Anxiu em Les Escaldes e Roc de L'Oral em Encamp. A presença da influência romana é registrada a partir do século II a.C. até o século V d.C. Os lugares encontrados com mais presença romana estão no Campo Vermell, em Sant Julia de Loria e em alguns lugares em Encamp, assim como no Roc d'Enclar. As pessoas continuaram a negociar, principalmente com vinho e cereais, com as cidades romanas de Urgellet (hoje La Seu d'Urgell) e por toda a Segre através da Via Romana Strata Ceretana (também conhecida como Strata Confluetana).

### Os visigodos e carolíngios: a lenda de Carlos Magno
Após a queda do Império Romano do Ocidente, Andorra ficou sob a influência dos visigodos, não remotamente do Reino de Toledo, mas localmente da Diocese de Urgel. Os visigodos permaneceram nos vales por 200 anos, período durante o qual o cristianismo se espalhou. Quando o Império Islâmico e sua conquista da Península Ibérica substituíram os visigodos dominantes, Andorra foi protegida desses invasores pelos francos.
A tradição sustenta que Carlos Magno concedeu uma carta ao povo andorrano para um contingente de cinco mil soldados sob o comando de Marc Almugaver, em troca de lutar contra os mouros perto de Porté-Puymorens (Cerdanha).
Andorra permaneceu parte da Marca Hispanica do Império Franco sendo parte do território governado pelo Conde de Urgel e, eventualmente, pelo bispo da Diocese de Urgel. Também a tradição sustenta que foi garantida pelo filho de Carlos Magno, Luís, o Piedoso, escrevendo a Carta de Poblament ou uma carta municipal local por volta de 805.
Em 988, Borrell II, conde de Urgel, deu os vales andorranos à Diocese de Urgel em troca de terras em Cerdanha. Desde então, o Bispo de Urgel se tornou copríncipe de Andorra.
O primeiro documento que menciona Andorra como um território é a "Acta de Consagração e Dotación da Catedral de Seu d'Urgell" (Escritura de Consagração e Dotação da Catedral de La Seu d'Urgell). O antigo documento datado de 839 retrata às seis antigas paróquias dos vales andorranos, portanto, a divisão administrativa do país.

### Era medieval: formação do coprincipado
Antes de 1095, Andorra não tinha nenhum tipo de proteção militar e o bispo de Urgel, que sabia que o conde de Urgel queria recuperar os vales andorranos, pediu ajuda e proteção ao Senhor de Caboet. Em 1095, o Senhor de Caboet e o Bispo de Urgel assinaram sob juramento uma declaração de sua co-soberania sobre Andorra. Arnalda, filha de Arnau de Caboet, casou com o Visconde de Castellbò e ambos se tornaram Viscondes de Castellbò e Cerdanha. Anos depois, sua filha, Ermessenda, casou-se com Roger Bernat II, o conde francês de Foix. Eles se tornaram Roger Bernat II e Ermessenda I, Condes de Foix, Viscondes de Castellbò e Cerdanha e co-soberanos de Andorra (compartilhados com o Bispo de Urgel).
No século XIII, uma disputa militar surgiu entre o Bispo de Urgel e o Conde de Foix como resultado da Cruzada dos Cátaros. O conflito foi resolvido em 1278 com a mediação do rei de Aragão, Pere II entre o Bispo e o Conde, pela assinatura do primeiro parágrafo que previa que a soberania de Andorra fosse partilhada entre o conde de Foix (cujo título acabaria por se transferir para o chefe de Estado francês) e o Bispo de Urgel, na Catalunha. Isso deu ao principado seu território e forma política.
Um segundo parágrafo foi assinado em 1288 após uma disputa quando o Conde de Foix ordenou a construção de um castelo em Roc d'Enclar. O documento foi ratificado pelo nobre notário Jaume Orig de Puigcerdà e a construção de estruturas militares no país foi proibida.
Em 1364, a organização política do país nomeou a figura do sindicato (agora porta-voz e presidente do parlamento) como representante dos andorranos para seus copríncipes, possibilitando a criação de departamentos locais (comuns, quarts e veïnats). Após ser ratificado pelo Bispo Francesc Tovia e pelo Conde Jean I, o Consell de la Terra ou Consell General de les Valls (Conselho Geral dos Vales) foi fundado em 1419, o segundo parlamento mais antigo da Europa. O sindicato Andreu d'Alàs e o Conselho Geral organizou a criação dos Tribunais de Justiça (La Cort de Justicia) em 1433 com os copríncipes e a cobrança de impostos como foc i lloc (literalmente fogo e local, um imposto nacional ativo desde então).
Embora possamos encontrar restos de obras eclesiásticas que datam do século IX (Sant Vicenç d'Enclar ou Església de Santa Coloma), Andorra desenvolveu requintada arte românica durante os séculos IX e XIV, tanto na construção de igrejas, pontes, murais religiosos e estátuas da Virgem e do Menino (sendo a mais importante a Nossa Senhora de Meritxell). Hoje em dia, os edifícios românicos que fazem parte do património cultural de Andorra destacam-se de forma notável, com destaque para Església de Sant Esteve, Sant Joan de Caselles, Església de Sant Miquel d'Engolasters, Sant Martí da Cortinada e as pontes medievais de Margineda e Escalls entre muitos outros.
Enquanto os Pirenéus catalães eram embrionários da língua catalã no final do século XI, Andorra foi influenciada pelo aparecimento daquela língua, onde foi adotada pela proximidade e influência, mesmo décadas antes de ser expandida pelo resto do Reino de Aragão.
A população local baseou sua economia durante a Idade Média na pecuária e agricultura, bem como em peles e tecelãs. Mais tarde, no final do século XI, as primeiras fundições de ferro começaram a aparecer em paróquias do norte como Ordino, muito apreciadas pelos mestres artesãos que desenvolveram a arte das forjas, uma importante atividade econômica no país a partir do século XV.

### Séculos XVI a XVIII
Em 1601, o Tribunal de Corts (Tribunal Superior de Justiça) foi criado como resultado de rebeliões huguenotes da França. Tribunais do Santo Ofício da Igreja Católica vieram da Espanha e a feitiçaria indígena foi vivenciada no país devido à Reforma e à Contrarreforma. Com o passar do tempo, o co-título para Andorra passou para os reis de Navarra. Depois que Henrique de Navarra se tornou o rei Henrique IV da França, ele emitiu um decreto em 1607, que estabeleceu o chefe do Estado francês e o bispo de Urgel como copríncipes de Andorra. Durante 1617 conselhos comunais formam o sometent (milícia popular ou exército) para lidar com a ascensão de bandolerisme (banditismo) e o Consell de la Terra foi definido e estruturado em termos de sua composição, organização e competências atuais.
Andorra continuou com o mesmo sistema econômico que tinha durante os séculos XII a XIV, com uma grande produção de metalurgia (fargues, um sistema semelhante ao Farga catalana) e com a introdução do tabaco por volta de 1692 e comércio de importação. A feira de Andorra-a-Velha foi ratificada pelos copríncipes em 1371 e 1448, sendo o festival nacional anual mais importante comercial desde então.
O país tinha uma aliança única e experiente de tecelões, a Confraria de Paraires i Teixidors, localizada em Escaldes-Engordany, fundada em 1604, aproveitando as águas termais da região. Naquela época, o país era caracterizado pelo sistema social de prohoms (sociedade rica) e casalers (resto da população com menor aquisição econômica), derivado da tradição da pubilla e do hereu.
Três séculos depois de sua fundação, o Consell de la Terra localizou sua sede e o Tribunal de Corts na Casa de la Vall em 1702. A mansão construída em 1580 serviu como fortaleza nobre da família Busquets. No parlamento foi colocado o Armário das seis chaves (Armari de les sis claus) representativo de cada paróquia andorrana e onde a constituição andorrana, outros documentos e leis foram mantidos mais tarde.
Durante a Guerra dos Segadores e a Guerra de Sucessão Espanhola, o povo andorrano (embora com a declaração de país neutro) apoiou os catalães que viram seus direitos reduzidos em 1716. A reação foi a promoção dos escritos catalães em Andorra, com obras culturais como o Livro dos Privilégios (Llibre de Privilegis de 1674), o Manual Digest (1748) de Antoni Fiter i Rossell ou o Polità andorrà (1763) de Antoni Puig.

### Século XIX: a Nova Reforma e a Questão Andorrana
Depois da Revolução Francesa, em 1809, Napoleão I restabeleceu o Coprincipado e acabou com o dízimo medieval francês. No entanto, em 1812–13, o Primeiro Império Francês anexou a Catalunha durante a Guerra Peninsular (Guerra del francés). Foi dividido em quatro departamentos, com Andorra fazendo parte do distrito de Puigcerdà (departamento de Sègre). Em 1814, um decreto real restabeleceu a independência e economia de Andorra.
Durante este período, as instituições medievais tardias de Andorra e a cultura rural permaneceram praticamente inalteradas. Em 1866, o sindicato Guillem d'Areny-Plandolit liderou o grupo reformista num Conselho Geral de 24 membros, eleito por sufrágio limitado a chefes de família, substituindo a oligarquia aristocrática que anteriormente governava o estado. A Nova Reforma (Nova Reforma ou Pla de Reforma) começou após ser ratificada por ambos os copríncipes e estabeleceu a base da constituição e símbolos (como a bandeira tricolor) de Andorra. Uma nova economia de serviços surgiu como uma demanda dos habitantes dos vales e começou a construir infra-estruturas como hotéis, resorts de spa, estradas e linhas de telégrafo.
As autoridades dos copríncipes (veguer) baniram cassinos e casas de apostas em todo o país, estabelecendo um conflito econômico com a demanda do povo andorrano. O conflito levou à chamada Revolução de 1881, quando os revolucionários atacaram a casa do sindicato em 8 de dezembro de 1880 e estabeleceram o Conselho Revolucionário Provisório liderado por Joan Pla I Calvo e Pere Baró I, mas, que concedeu a construção de casinos e spas a empresas estrangeiras. Durante os dias 7 e 9 de junho de 1881, os leais a Canillo e Encamp reconquistaram as paróquias de Ordino e Massana estabelecendo contato com as forças revolucionárias em Escaldes-Engordany. Após um dia de combate, finalmente, o Tratado da Ponte de Escalls foi assinado em 10 de junho. O Conselho foi substituído e novas eleições foram realizadas. Mas a situação econômica piorou, pois, a sociedade estava dividida em relação ao Qüestió d'Andorra (a questão andorrana em relação à Questão Oriental). As lutas continuaram entre os pró-bispos, pró-franceses e nacionalistas que derivaram os problemas de Canillo em 1882 e 1885.
Andorra participou do movimento cultural da catalã Renaixença. Entre 1882 e 1887 foram formadas as primeiras escolas acadêmicas onde o trilingüismo coexiste com o conhecimento da língua oficial, o catalão. Alguns autores românticos da França e da Espanha relataram o despertar da consciência nacional do país. Jacint Verdaguer viveu em Ordino durante a década de 1880, onde escreveu e compartilhou trabalhos relacionados à Renaixença com Joaquim de Riba, escritor e fotógrafo. Fromental Halévy, já havia estreado em 1848 a ópera Le Val d'Andorre de grande sucesso na Europa, onde a consciência nacional dos vales durante a Guerra Peninsular foi exposta no trabalho romântico.

### Andorra moderna
Andorra declarou guerra à Alemanha Imperial durante a Primeira Guerra Mundial, mas não participou diretamente dos combates. Sabe-se que alguns andorranos se ofereceram para participar do conflito como parte das legiões francesas. O país permaneceu em estado oficial de beligerância até 1958, como não foi incluído no Tratado de Versalhes.
Em 1933, a França ocupou Andorra após a agitação social que ocorreu antes das eleições, devido à Revolução de 1933 e às greves da FHASA (Vagues de FHASA); a revolta liderada por Joves Andorrans (um sindicato trabalhista ligado à espanhola CNT e à FAI) pediu reformas políticas, o sufrágio universal de todos os andorranos e atuou em defesa dos direitos dos trabalhadores locais e estrangeiros durante a construção do poder hidrelétrico da FHASA. Em 5 de abril de 1933, Joves Andorrans tomou o Parlamient andorrano sob sua custódia em rebelião aos seus pedidos. Estas ações foram precedidas pela chegada do coronel René-Jules Baulard com 50 gendarmes e a mobilização de 200 milícias locais ou algumas lideradas pelo Síndic Francesc Cairat.
Em 12 de julho de 1934, o aventureiro Boris Skossyreff emitiu uma proclamação em Urgel, declarando-se "Boris I, rei de Andorra", declarando simultaneamente a guerra contra o bispo de Urgel. Ele foi preso pelas autoridades espanholas em 20 de julho e, finalmente, expulso da Espanha. De 1936 a 1940, um destacamento militar francês foi guarnecido em Andorra para garantir o principado contra as perturbações da Guerra Civil Espanhola e da Espanha franquista. Tropas franquistas chegaram à fronteira andorrana nos últimos estágios da guerra. Durante a Segunda Guerra Mundial, Andorra permaneceu neutra e foi uma importante rota de contrabando entre a França de Vichy e a Espanha.
Dado o seu relativo isolamento, Andorra existiu fora do mainstream da história da Europa, com poucos laços com outros países além da França, Espanha e Portugal. Nos últimos tempos, no entanto, sua próspera indústria turística, juntamente com a evolução dos transportes e das comunicações, retiraram o país de seu isolamento. Desde 1976, o país vê a necessidade de reformar as instituições andorranas devido aos anacronismos no campo da soberania, direitos humanos e equilíbrio de poderes, bem como a necessidade de adaptar a legislação às exigências modernas. Em 1982, uma primeira separação de poderes ocorreu ao instituir o Governador de Andorra, sob o nome de Conselho Executivo (Consell Executiu), presidido pelo primeiro-ministro Òscar Ribas Reig com a aprovação dos copríncipes. Em 1989, o Principado assinou um acordo com a Comunidade Económica Europeia para regularizar as relações comerciais.
Seu sistema político foi modernizado em 1993, após um referendo, em que a constituição foi elaborada pelos copríncipes e pelo Conselho Geral e aprovada em 14 de março por 74,2% dos eleitores, com 76% de participação. As primeiras eleições sob a nova constituição foram realizadas no final do ano. No mesmo ano, Andorra tornou-se membro das Nações Unidas e do Conselho da Europa.

## Geografia

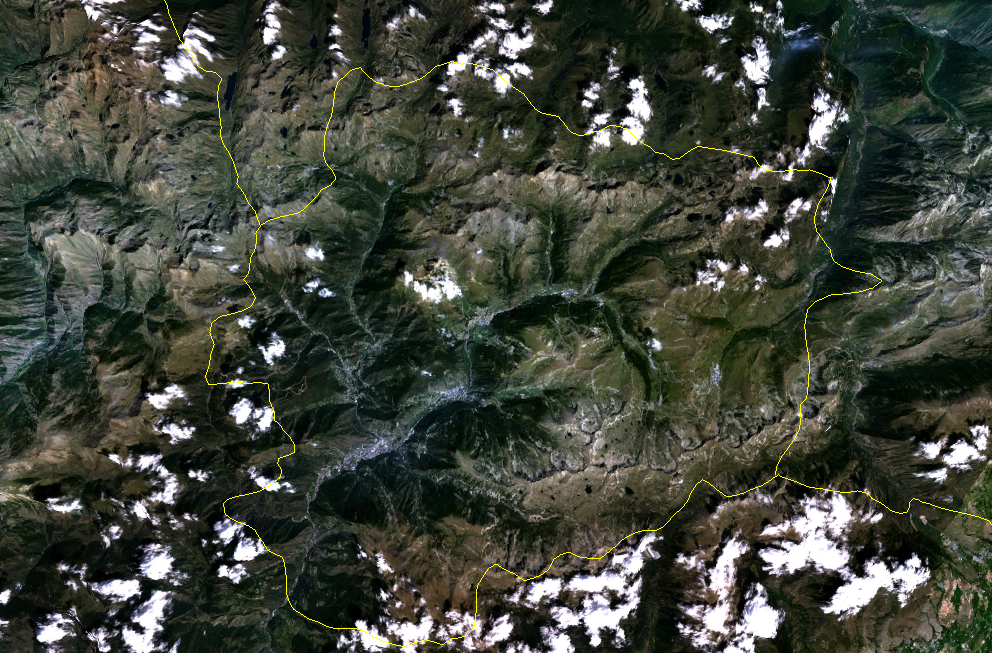
Vista de satélite de Andorra

Mapa topográfico de Andorra

Condizendo com a sua localização no leste da cordilheira dos Pirenéus, Andorra consiste predominantemente de montanhas escarpadas com uma altitude média de 1996 m e a mais elevada, Coma Pedrosa, a atingir 2 946 m. As montanhas são separadas por três vales estreitos em forma de Y, que se combinam num único, por onde o principal curso de água, o Rio Valira, sai do país e entra na Espanha, no ponto mais baixo de Andorra, aos 840 m de altitude. Com uma altitude média entre 1 900 e 2 000 m, Andorra é o segundo país mais alto da Europa, depois da Suíça.

### Subdivisões

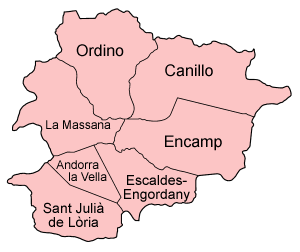
Paróquias de Andorra

O território do Principado de Andorra está estruturado em sete divisões administrativas locais, sendo conhecidas como "paróquias". São elas: Canillo, Encamp, Andorra-a-Velha, Ordino, La Massana, Sant Julià de Lòria e Escaldes-Engordany. As paróquias são administradas pelos comuns, que representam os interesses locais, aprovam e executam o pressuposto comunal, e que fixam e elaboram as políticas de gestão e administração dos bens e das propriedades comunais. Dispõem de recursos próprios e recebem capital do Estado, com objetivo de garantir a autonomia financeira.

### Clima

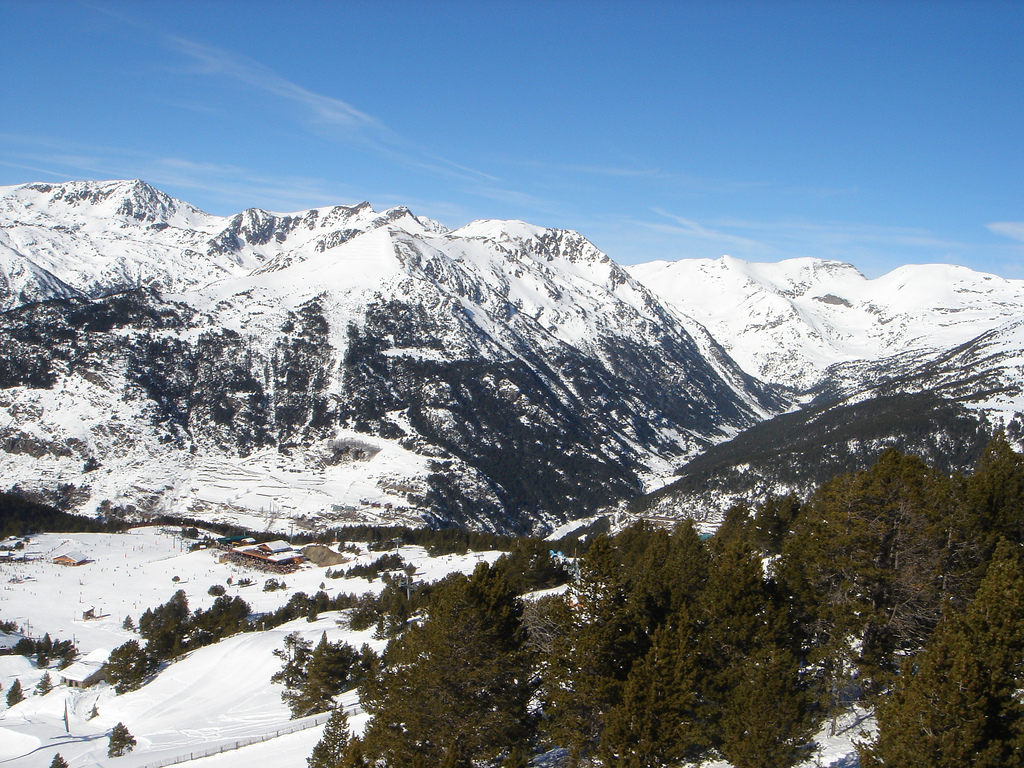
Vista das montanhas em Andorra.

O clima de Andorra é semelhante ao clima temperado dos vizinhos, mas a sua altitude mais elevada significa que há, em média, mais neve no inverno e que é um pouco mais fresco no verão. O principado tem uma fracção muito alta de dias ensolarados e o clima é seco.[carece de fontes?]
Três ou quatro nevadas fortes caem todos os anos. A média das mínimas anuais é de -2 °C e a das máximas é de 24 °C. Ao entardecer é quando há mais precipitações salvo no inverno que são, sobretudo, de neve.

### Relevo
Este pequeno país é caracterizado por cimeiras de materiais paleozoicos, que se elevam através dos 2 600 m e culminam a 2 942 m próximo ao Pla de l'Estany nas fronteiras com a Espanha e a França. A atividade humana concentra-se no vale transversal nordeste-sudoeste, que a partir do Passo de Envalira (2 407 m) desce até os 840 m, quando o rio Valira finalmente chega a Espanha.[carece de fontes?]

### Vegetação
Em Andorra a vegetação é predominantemente Mediterrânea. Os bosques ocupam dois quintos do território, seguindo três pisos de altitude: até os 1 200 m, azinheiras e carvalhos, até os 1 600–1 700 m predomina o Pinus sylvestris e até aos 2 200–2 300 m abunda o Pinus mugo, substituído nas cimeiras pelos prados alpinos.[carece de fontes?]

### Hidrografia
Existem três rios principais neste país, que fazem uma forma de Y. O Valira do Oriente nasce na parte mais oriental do país, com extensão de 23 km e passando pelas cidades de Canillo e Encamp. Este conflui com o rio Valira do Norte, que nasce nos lagos de Tristaina, com extensão de 14 km e passando pelas cidades de Ordino e La Massana. Ambos os rios confluem na cidade de Escaldes-Engordany e formam o rio principal, o Grande Valira, com uma extensão de 11,6 km e um fluxo anual médio de 13 m³/s. Este último, em sua descida ao sul, acaba desembocando no rio Segre que, por sua vez, desemboca no rio Ebro. [carece de fontes?]
Andorra possui mais de 60 lagos. Os mais representativos são: o lago de Juclar, cuja superfície é a mais extensa de todos os lagos do Principado com 21 ha, o lago de l'Illa com treze hectares, o lago (artificial) de Engolasters com sete hectares e os três lagos de Tristaina.[carece de fontes?]
O lago de Juclar, durante o período de seca do verão, pode ser visto como se fossem três lagos diferentes, porém são na realidade o mesmo.[carece de fontes?]

## Demografia

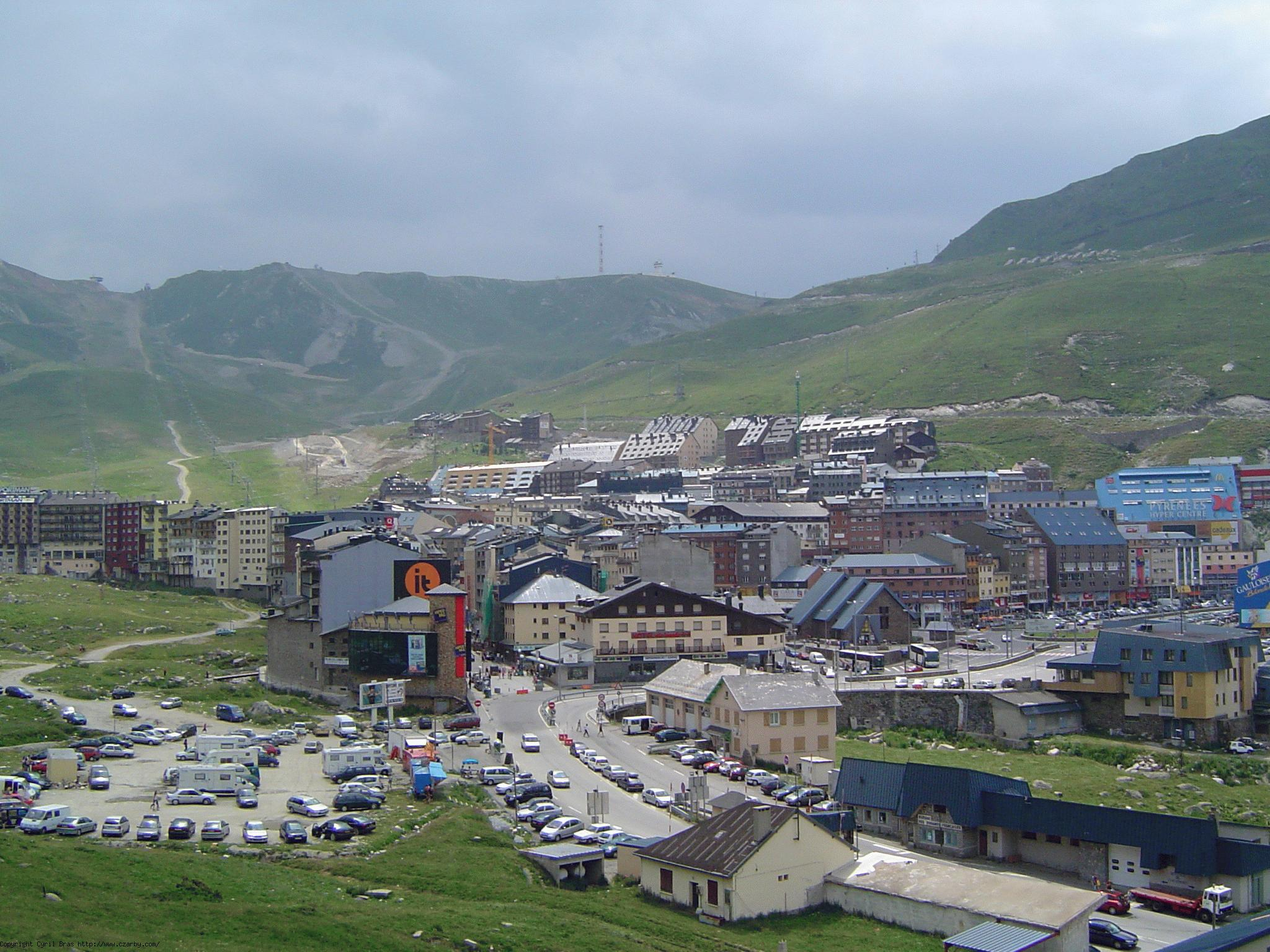
Vista do Pas De La Casa de Envalira (primeira cidade andorrana depois da fronteira andorrano-francesa).

Os andorranos são minoria em seu próprio país; não mais do que 38% do total da população têm nacionalidade andorrana. O principal grupo de residentes estrangeiros são os espanhóis (32%, de língua castelhana principalmente, depois catalã e galega), juntamente com os portugueses (16%) e os franceses (6%). Os 8% restantes pertencem a outras nacionalidades (na maioria britânicos).[carece de fontes?]
Em 2004, o crescimento da população andorrana foi de 6,30% em relação ao ano anterior. Esse crescimento se dá em parte à regularização e autorização de vistos de trabalho em vigor desde 1998. Estima-se que esse valor corresponda a cerca de 7 500 pessoas.[carece de fontes?]
Se tal crescimento for analisado por paróquia, ele é bem irregular, com um aumento de 13,97% em Canillo, de 9,23% em Encamp, de 10,81% em Ordino, de 9,76% em La Massana, de 3,85% em Andorra-a-Velha, de 6,88% em Sant Julià e de 3,15% em Escaldes-Engordany.[carece de fontes?]
No ano de 2006, a população era de 81 222 habitantes. Eis alguns indicadores populacionais:
- Índice de natalidade: 12,6 a cada 1 000 habitantes
- Índice de mortalidade: 3,1 a cada 1 000 habitantes
- Esperança de vida: homens: 80 anos, mulheres: 86 anos
- População urbana: 89%

### Línguas
A língua histórica e oficial é o catalão, uma língua românica, falada por 34% da população. Andorra é o único país do mundo a ter o catalão como idioma oficial. O governo andorrano incentiva o uso do catalão. Fundou uma Comissão para Toponímia Catalã em Andorra (em catalão: la Comissió de Toponímia d'Andorra) e oferece cursos gratuitos de catalão para ajudar os imigrantes. As estações de rádio e televisão andorranas usam o catalão.
Devido à imigração, ligações históricas e proximidade geográfica, castelhano (falado por 35,4%), português (15%) e francês (5,4%) também são comumente falados. A maioria dos residentes andorranos pode falar um ou mais destes idiomas, além do catalão. O inglês é falado com menos frequência entre a população em geral, embora seja entendido em graus variados nas principais estâncias turísticas. Andorra é um dos únicos quatro países europeus (juntamente com a França, Mónaco e a Turquia) que nunca assinaram a Convenção-Quadro do Conselho da Europa sobre Minorias Nacionais.

### Religião
A população de Andorra é predominantemente (88,2%) católica. A santa padroeira do país é Nossa Senhora de Meritxell. Embora não seja uma religião oficial, a constituição reconhece uma relação especial com a Igreja Católica, oferecendo alguns privilégios especiais. A Igreja Católica é mencionada especificamente na Constituição e suas operações e papel tradicional em relação ao Estado está consagrada no artigo 11 da Constituição de Andorra. Outras denominações cristãs incluem a Igreja Anglicana, a Igreja da Unificação,a Igreja Adventista do Sétimo Dia,  a Igreja Nova Apostólica e as Testemunhas de Jeová. A pequena comunidade muçulmana no país é composta principalmente de imigrantes norte-africanos. Existe uma pequena comunidade de hindus e bahá'ís, e aproximadamente 100 judeus vivem em Andorra.

## Política

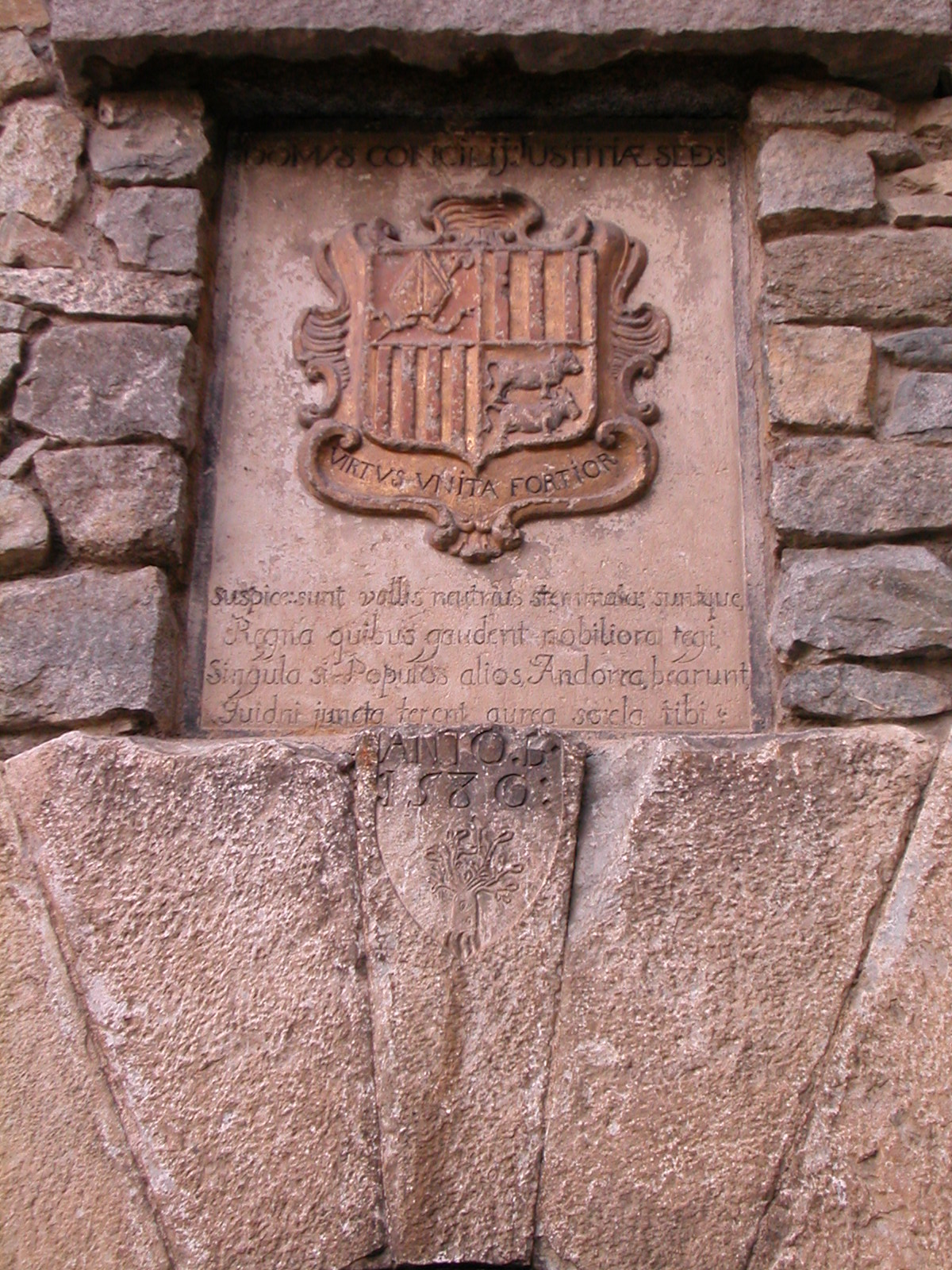
Brasão de armas andorrano no Parlamento de Andorra.

Andorra é uma diarquia parlamentarista com o Presidente da França, eleito pelos cidadãos franceses, e o Bispo católico da diocese de La Seu d'Urgell (Catalunha, Espanha), nomeado pelo papa, como copríncipes. Esta situação, baseada em precedentes históricos, cria uma peculiaridade que torna Andorra a única diarquia do mundo, o único país onde os chefes de estado não são cidadãos do país, e o único país onde os seus dois chefes de estado são escolhidos por um país estrangeiro (o Copríncipe Francês e Presidente da França é eleito por cidadãos franceses, mas não é eleito por andorranos, visto que os andorranos não podem votar nas eleições presidenciais francesas, e o Copríncipe Episcopal e Bispo de Urgel é nomeado por um chefe de Estado estrangeiro, o papa). A política de Andorra tem lugar no quadro de uma democracia parlamentar representativa, em que o chefe de governo é o chefe do executivo e de um sistema multipartidário pluriforme.
O actual Chefe de Governo é Xavier Espot Zamora do partido Democratas por Andorra (DA). O poder executivo é exercido pelo governo. O poder legislativo é investido no governo e no parlamento.
O Parlamento de Andorra é conhecido como o Conselho Geral. O Conselho Geral é unicameral e composto por 28 a 42 conselheiros. Os conselheiros servem por mandatos de quatro anos, e as eleições são realizadas entre 30 a 40 dias após a dissolução do Conselho anterior. Metade é eleita em número igual por cada uma das sete paróquias administrativas, e a outra metade dos Conselheiros é eleita em um único distrito nacional. Quinze dias após a eleição, os Conselheiros realizam sua posse. Durante esta sessão, o Síndico Geral, sendo o chefe do Conselho Geral, e o Subsíndico Geral, seu assistente, são eleitos. Oito dias depois, o Conselho se reúne mais uma vez. Durante esta sessão, o Chefe do Governo é escolhido entre os Conselheiros.
Os candidatos podem ser propostos por um mínimo de um quinto dos Conselheiros. O Conselho elege então o candidato com a maioria absoluta de votos para ser Chefe de Governo. O general síndico notifica então os copríncipes, que por sua vez nomeiam o candidato eleito como chefe do governo de Andorra. O Conselho Geral também é responsável por propor e aprovar leis. As contas podem ser apresentadas ao Conselho como Contas de Membros Particulares por três dos Conselhos Paroquiais locais em conjunto ou por pelo menos um décimo dos cidadãos de Andorra.
O Conselho também aprova o orçamento anual do principado. O governo deve apresentar o orçamento proposto para aprovação parlamentar pelo menos dois meses antes do vencimento do orçamento anterior. Se o orçamento não for aprovado até o primeiro dia do ano seguinte, o orçamento anterior será estendido até que um novo seja aprovado. Visto que qualquer projeto de lei seja aprovado, o General do Sindicato é responsável por apresentá-lo aos copríncipes, para poderem assiná-lo e decretá-lo.
Se o Chefe de Governo não estiver satisfeito com o Conselho, ele poderá solicitar que os copríncipes dissolvam o Conselho e ordenem novas eleições. Por sua vez, os Conselheiros têm o poder de destituir o Chefe de Governo do cargo. Depois que uma moção de censura for aprovada por pelo menos um quinto dos Conselheiros, o Conselho votará e, se receber a maioria absoluta dos votos, o Chefe de Governo será removido.

## Lei e justiça criminal
O judiciário é composto pelo Tribunal de Magistrados, o Tribunal Penal, o Tribunal Superior de Andorra e o Tribunal Constitucional. O Tribunal Superior de Justiça é composto por cinco juízes: um nomeado pelo chefe do governo, um pelos co-príncipes, um pelo Sindicato Geral e um pelos juízes e magistrados. É presidido pelo membro nomeado pelo Sindicato Geral e os juízes têm mandato de seis anos.
Os magistrados e juízes são nomeados pelo Tribunal Superior, tal como o presidente do Tribunal Penal. O Tribunal Superior também nomeia membros do Gabinete do Procurador-Geral. O Tribunal Constitucional é responsável pela interpretação da Constituição e pela revisão de todos os recursos de inconstitucionalidade contra leis e tratados. É composto por quatro juízes, um nomeado por cada um dos co-príncipes e dois pelo Conselho Geral. Eles cumprem mandatos de oito anos. O Tribunal é presidido por um dos juízes em rodízio de dois anos, de modo que cada juiz em determinado momento presidirá o Tribunal.

### Forças armadas e relações exteriores

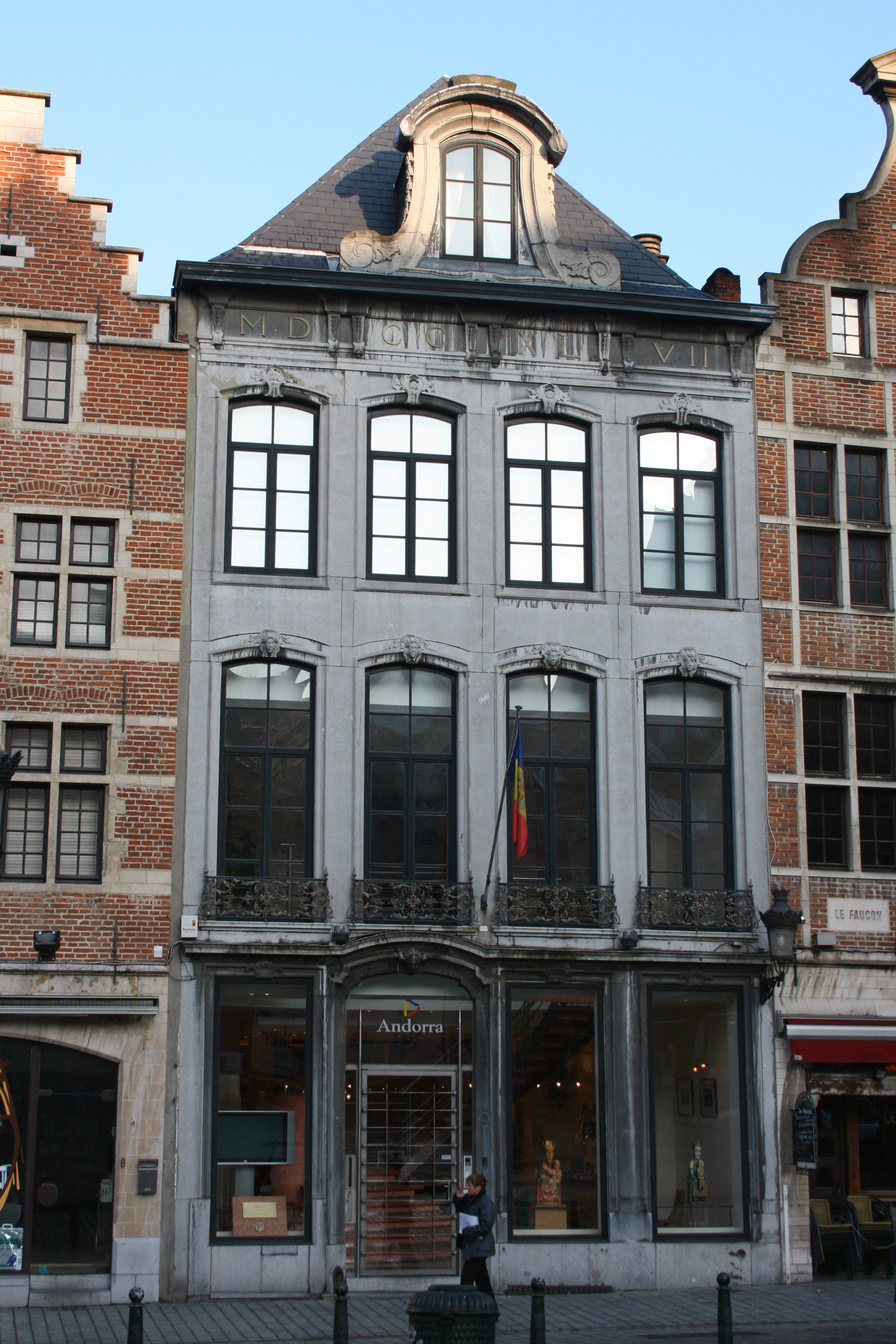
A embaixada de Andorra em Bruxelas

Andorra não possui forças armadas próprias, embora possua um pequeno exército voluntário cuja função é unicamente cerimonial. A defesa do país é oriunda principalmente da França e da Espanha, devido ao tratado de defesa existente entre Andorra e estes dois países. Há também o Sometent, uma instituição catalã de caráter parapolicial, que entra em serviço apenas durante emergências nacionais ou em eventos oficiais, convocando todos os homens de Andorra com idade superior a 18 anos. Por essas razões que todos os andorranos, e especialmente o chefe de cada casa (geralmente o homem mais velho e saudável de uma casa) devem, por lei, manter um rifle, embora a lei também estabeleça que a polícia oferecerá uma arma de fogo em caso de necessidade.
Andorra é membro de pleno direito da Organização das Nações Unidas, da Organização para a Segurança e Cooperação na Europa e possui um acordo especial com a União Europeia. Em 16 de outubro de 2020, Andorra tornou-se o 190º país membro do Fundo Monetário Internacional (FMI), durante a pandemia de COVID-19.

## Símbolos

### Bandeira
A bandeira nacional de Andorra foi adoptada oficialmente em 1866. Consiste em um tricolor azul, amarelo e vermelho com o brasão de armas no meio. As cores azul e vermelho foram retiradas da bandeira da França, o vermelho e amarelo da bandeira da Catalunha, já que esses dois países são os protetores da nação.

### Brasão de armas
O brasão de armas de Andorra existe há muito tempo, mas só se tornou o brasão nacional do principado em 1969 e aparece no centro da bandeira andorrana. A parte inferior do brasão inscreve o lema em latim Virtus Unita Fortior (Virtude Unida é mais forte).
O brasão é um esquartelado, na qual o 1.º quartel, de vermelho, contém uma mitra e um báculo de bispo, que representa os bispos de Urgel. Os 2.º e o 3.º contém, respetivamente, 3 e 4 palas a vermelho que representam o condado de Foix, a Catalunha e o 4.º, em ouro, contém 2 bois a vermelho, que representa os viscondes de Béarn.

### Hino
O hino de Andorra (El Gran Carlemany) foi escrito por Juan Benlloch i Vivó, enquanto a música foi composta por Enric Marfany Bons. O hino foi adotado em 8 de setembro de 1921 e faz referência a vários aspectos da cultura e da história andorrana.

## Economia

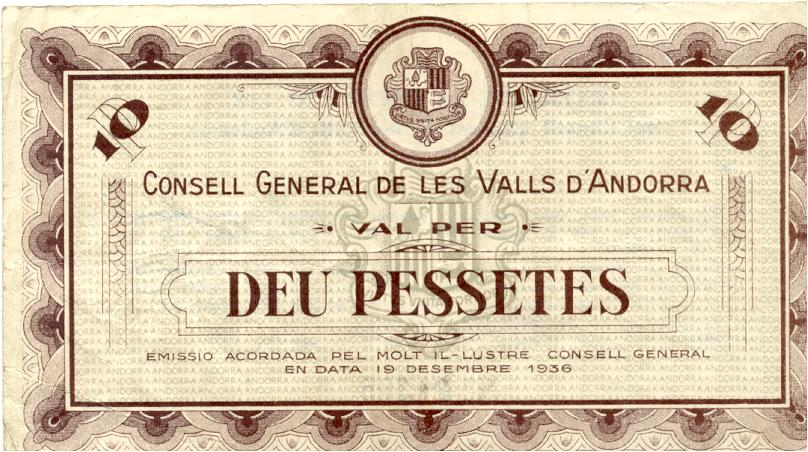
Nota de 10 pesetas andorranas

O turismo, o esteio da minúscula economia de Andorra, representa cerca de 80% do PIB. Estima-se que 10,2 milhões de turistas visitam anualmente, atraídos pelo estatuto de isenção de impostos de Andorra e pelas suas estâncias de verão e inverno.
Uma das principais fontes de rendimento em Andorra é o turismo de estâncias de esqui que totalizam mais de 175 km de pistas de esqui. O esporte traz mais de 10 milhões de visitantes por ano e cerca de 340 milhões de euros por ano, sustentando 2 000 empregos diretos e 10 000 indiretos atualmente desde 2007.
O sector bancário, com o estatuto de paraíso fiscal, também contribui substancialmente para a economia (o sector financeiro e de seguros representa cerca de 19% do PIB). O sistema financeiro é composto por cinco grupos bancários, uma entidade de crédito especializada, oito entidades gestoras de empresas de investimento, três sociedades gestoras de activos e 29 seguradoras, dos quais 14 são sucursais de seguradoras estrangeiras autorizadas a operar no principado.
A produção agrícola é limitada, apenas 2% da terra é arável e a maioria dos alimentos tem que ser importada. Algumas plantações de tabaco são cultivadas localmente. A principal atividade pecuária é a criação de ovinos domésticos. A produção industrial consiste principalmente de cigarros, charutos e móveis. Os recursos naturais de Andorra incluem energia hidrelétrica, água mineral, madeira, minério de ferro e chumbo.
Andorra não é um membro pleno da União Europeia, mas usufrui de uma relação especial com ela, como, por exemplo ser tratada como membro na troca de produtos manufaturados (sem tarifas) e como não membro na troca de produtos agrícolas. Andorra não possuía uma moeda própria e utilizava o franco francês e a peseta espanhola em operações bancárias até 31 de dezembro de 1999, quando ambas as moedas foram substituídas pelo euro. As moedas e notas do franco e da peseta continuaram válidas em Andorra até 31 de dezembro de 2002. Andorra negociou a emissão das suas próprias moedas de euro, a partir de 2014 e entraram em circulação em janeiro de 2015.
Andorra tem tradicionalmente uma das taxas de desemprego mais baixas do mundo. Em 2009, ficou em 2,9%.
Andorra há muito se beneficia de sua condição de paraíso fiscal, com receitas arrecadadas exclusivamente por tarifas de importação. No entanto, durante a crise da dívida soberana europeia do século XXI, a sua economia turística sofreu um declínio, em parte causada por uma queda nos preços dos bens em Espanha, que minaram os duty-free shops de Andorra. Isso levou a um crescimento do desemprego.
Em 1 de janeiro de 2012, foi introduzido um imposto sobre as empresas de 10%, seguido de um imposto sobre as vendas de 2% ao ano, que aumentou pouco mais de 14 milhões de euros no primeiro trimestre.
Em 31 de maio de 2013, foi anunciado que Andorra pretendia legislar para a introdução de um imposto sobre o rendimento até ao final de junho, num contexto de crescente insatisfação com a existência de paraísos fiscais entre os membros da UE. O anúncio foi feito após uma reunião em Paris entre o chefe de governo Antoni Martí e o presidente francês e o então copríncipe de Andorra, François Hollande. Hollande acolheu o movimento como parte de um processo de Andorra "trazendo sua tributação de acordo com os padrões internacionais".

## Infraestrutura

### Educação
Crianças entre 6 e 16 anos são obrigadas por lei a ter educação em tempo integral. A educação até o nível secundário é fornecida gratuitamente pelo governo.
Existem três sistemas escolares: andorrana, francesa e espanhola, que usam as línguas catalã, francesa e espanhola, respectivamente, como a principal língua de instrução. Os pais podem escolher qual sistema seus filhos irão frequentar. Todas as escolas são construídas e mantidas pelas autoridades andorranas, mas os professores das escolas de francês e espanhol são financiados em grande parte pela França e pela Espanha. 39% das crianças andorranas frequentam escolas andorranas, 33% frequentam escolas francesas e 28% escolas espanholas.
Andorra possui uma instituição de ensino superior pública, a Universidade de Andorra, a única universidade do país, fundada em 1997. A universidade oferece cursos de primeiro nível em enfermagem, ciência da computação, administração de empresas e ciências da educação, além de cursos superiores de educação profissional. Às duas únicas escolas de pós-graduação em Andorra são a Escola de Enfermagem e a Escola de Ciências da Computação, esta última tendo um programa de doutorado.
De acordo com dados de 2016, Andorra é o único país no mundo onde a taxa de alfabetização atinge 100% dos cidadãos acima de 15 anos de idade. Cerca de 3,2% do Produto Interno Bruto (PIB) do país é destinado às despesas e investimentos no setor de educação pública.

### Saúde
O sistema de saúde em Andorra é prestado a todos os trabalhadores e suas famílias pelo sistema de segurança social gerido pelo governo: a Caixa Andorrana de Seguridade Social (CASS). Esse sistema é financiado pelas contribuições dos empregadores e empregados em relação aos salários. O custo dos cuidados de saúde é coberto pelo SASC as taxas de 75% para despesas de ambulatório, como medicamentos e visitas hospitalares, 90% para hospitalização e 100% para acidentes de trabalho. O restante dos custos pode ser coberto pelo seguro de saúde privado. Outros residentes e turistas precisam de seguro de saúde privado completo.
O principal hospital, o Nostra Senyora de Meritxell, fica em Escaldes-Engordany. Há também 12 centros de atenção primária em vários locais ao redor do principado.

### Transportes

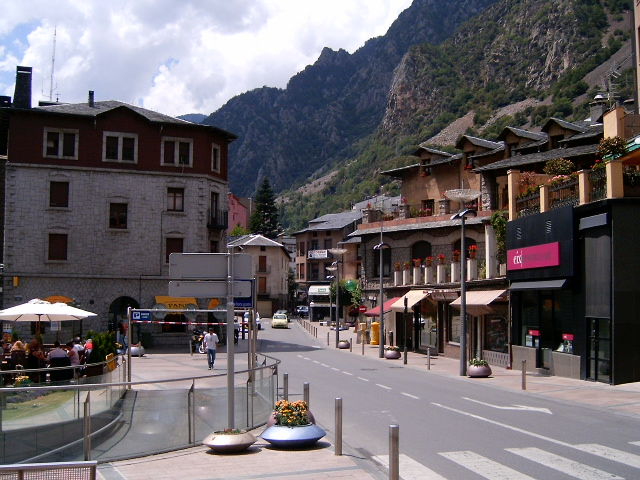
Andorra só tem ônibus como serviço público de transporte

Até o século XX, Andorra tinha ligações de transporte muito limitadas para o mundo exterior, e o desenvolvimento do país foi afetado pelo seu isolamento físico. Mesmo agora, os principais aeroportos mais próximos, em Toulouse e Barcelona, ficam há três horas de carro de Andorra.
Andorra tem uma rede rodoviária de 279 km, dos quais 76 km não são pavimentados. As duas estradas principais de Andorra la Vella são a CG-1 até à fronteira espanhola e a CG-2 até à fronteira francesa através do túnel Envalira perto de El Pas de la Casa. Os serviços de ônibus cobrem todas as áreas metropolitanas e muitas comunidades rurais, com serviços na maioria das principais rotas funcionando a cada meia hora ou com mais frequência durante os horários de pico. Há frequentes serviços de ônibus de longa distância de Andorra para Barcelona e Toulouse, além de uma excursão diária da antiga cidade. Os serviços de ônibus são em sua maioria dirigidos por empresas privadas, mas alguns locais são operados pelo governo.
Existem heliportos em La Massana (Heliporto de Camí), Arinsal e Escaldes-Engordany com serviços de helicópteros comerciais e um aeroporto localizado na comarca espanhola vizinha de Alto Urgel, 12 km a sul da fronteira andorrano-espanhola. Desde julho de 2015, o Aeroporto de Andorra-La Seu d'Urgell opera voos comerciais para Madri e Palma de Maiorca, e é o principal hub da Air Andorra e da Andorra Airlines.
Os aeroportos nas proximidades localizados na Espanha e na França fornecem acesso a voos internacionais para o principado. Os aeroportos mais próximos são em Perpignan, na França (156 km de Andorra) e em Lleida, Espanha (160 km de Andorra). Os maiores aeroportos próximos são em Toulouse, França (165 km de Andorra) e Barcelona, Espanha (215 km ou 134 milhas de Andorra). Há serviços de ônibus de hora em hora dos aeroportos de Barcelona e Toulouse para Andorra.
A estação ferroviária mais próxima é em L'Hospitalet-près-l'Andorre, a 10 km a leste de Andorra, que fica na linha de Latour-de-Carol (25 km) a sudeste de Andorra, a Toulouse e a Paris pelos trens franceses de alta velocidade. Esta linha é operada pela SNCF. O Latour-de-Carol possui uma linha de metrô para Villefranche-de-Conflent, bem como a linha da SNCF conectada a Perpignan, além da linha da Renfe Operadora que liga Barcelona. Há também trens diretos Intercités à noite entre L'Hospitalet-près-l'Andorre e Paris em determinadas datas.

### Mídia e Telecomunicações
Em Andorra, os serviços de telefonia móvel e fixa e de internet são operados exclusivamente pela empresa nacional de telecomunicações de Andorra, a Andorra Telecom. A empresa também administra a infraestrutura técnica para a transmissão nacional de televisão e rádio digitais.
Até o final de 2010, foi planejado que todas as residências do país tivessem fibra a domicílio para acesso à Internet a uma velocidade mínima de 100 Mbit/s, e a disponibilidade estava completa em junho de 2012.
Existe uma emissora de televisão de Andorra, a Rádio i Televisió d'Andorra (RTVA). A Rádio Nacional d'Andorra opera duas estações de rádio, a Rádio Andorra e a Andorra Música. Há três jornais nacionais: Diari d'Andorra, El Periòdic d'Andorra e Bondia, além de vários jornais locais. Há também uma sociedade de radioamadores. Estações de rádio e televisão adicionais da Espanha e da França estão disponíveis via televisão digital terrestre e IPTV.[carece de fontes?]

## Cultura
A língua oficial e histórica é o catalão. Assim, a cultura é catalã, com especificidade própria.
Andorra é o lar de danças folclóricas como os contrapàs e marratxa, que sobrevivem em Sant Julià de Lòria especialmente. A música folclórica andorrana tem semelhanças com a música de seus vizinhos, mas tem um caráter especialmente catalão, especialmente na presença de danças como a sardana. Outras danças folclóricas andorranas incluem contrapós em Andorra la Vella e a dança de Santa Ana em Escaldes-Engordany. O feriado nacional de Andorra é o dia de Nossa Senhora de Meritxell, 8 de setembro. A artista folclórica americana Malvina Reynolds, intrigada com seu orçamento de defesa de US$ 4,90, escreveu uma canção "Andorra". Pete Seeger acrescentou versos e cantou "Andorra" em seu álbum de 1962, The Bitter and the Sweet. As festas do fogo do solstício de verão nos Pirenéus foram incluídas como Património Cultural Imaterial da Humanidade em 2015 e o Vale Madriu-Perafita-Claror foi incluído como Património Mundial pela UNESCO em 2004, sendo o único Património Mundial em Andorra.

### Música
O evento mais importante na vida cultural de Andorra é o festival internacional de jazz de Escaldes-Engordany, celebrado durante o mês de julho, onde intérpretes como Miles Davis, Fats Domino e B. B. King já participaram. Na capital, durante as noites de verão de quintas-feiras, se realiza o Dijous de Rock, onde grupos locais e do estado espanhol oferecem concertos ao público.
A Orquestra Nacional de Cambra d'Andorra, dirigida e fundada em 1993 pelo violinista Gerard Claret, celebra um encontro de canto com fama internacional, tendo feito concertos em Espanha, França e Bélgica e participado regularmente no Palau de la Música Catalana.[carece de fontes?]
Em 2004, Andorra participou do Eurovision pela primeira vez representada por Marta Roure. Este feito atraiu a atenção dos meios de comunicação da Catalunha, já que foi a primeira canção cantada na Língua catalã. A canção foi eliminada na semifinal, assim como as composições de 2005 (interpretada por Marian van de Wal), 2006 (interpretada por Jenny) e 2007 (interpretada por Anonymous).

### Literatura
A literatura andorrana tem suas origens no século XVIII. Antoni Fiter i Rossell escreveu um livro sobre a história, o governo e os usos e costumes de Andorra chamado Digest manual de las valls neutras de Andorra em 1748. Essa obra também contém os documentos de Carlos Magno e Luís I, o Piedoso. Atualmente o original se conserva na casa Fiter-Riba, de Ordino, sendo que existe uma cópia no Armari de les Set Claus na Casa de la Vall e outra nos arquivos do bispado de La Seu d'Urgell. Posteriormente, em 1763, o pároco Antoni Puig escreveu o Politar andorrà, obra que descreve os privilégios do Principado e as atribuições das autoridades.[carece de fontes?]
Como autores da literatura contemporânea andorrana pode-se citar Antoni Morell i Mora, Albert Salvadó i Miras, Teresa Colom i Pich e Albert Villaró i Boix. Desde o ano passado, alguns desses autores participaram da Feira do Livro de Frankfurt. Assim mesmo, o Governo andorrano, junto com editoriais catalãs, convoca anualmente o Premi Carlemany e, desde 2007, o Premi Ramon Llull.[carece de fontes?]

### Desporto
Andorra é famosa pela prática de esportes de inverno. Os desportos populares praticados em Andorra incluem futebol, rugby, basquetebol e hóquei em patins.
No hóquei em patins Andorra costuma jogar no Campeonato Europeu de Hóquei em Patins e no Campeonato do Mundo de Hóquei em Patins. Em 2011, Andorra foi o país anfitrião da Final Eight da Liga Europeia de 2011.
O país é representado no futebol pela seleção nacional de futebol de Andorra. No entanto, a equipe teve pouco sucesso internacionalmente devido à pequena população de Andorra. O futebol é administrado em Andorra pela Federação Andorrana de Futebol — fundada em 1994, organiza as competições nacionais de futebol (Primera Divisió, Copa Constitució e Supercopa) e futsal. Andorra foi admitido na UEFA e FIFA no mesmo ano. FC Andorra, um clube com sede em Andorra-a-Velha fundado em 1942, passou a competir no Campeonato Espanhol de Futebol.
O rugby é um esporte tradicional em Andorra, influenciado principalmente pela popularidade no sul da França. A equipe do sindicato nacional de rúgbi de Andorra, apelidada de "Els Isards", impressionou no cenário internacional do rugby union e do rugby sevens. VPC Andorra XV é uma equipa de rugby baseada em Andorra-a-Velha que joga no campeonato francês.
A popularidade do basquete aumentou no país desde a década de 1990, quando a equipe andorrana BC Andorra jogou no campeonato espanhol (Liga ACB). Após 18 anos, o clube retornou à liga principal em 2014.
Outros esportes praticados em Andorra incluem ciclismo, vôlei, judô, futebol australiano, handebol, natação, ginástica, tênis e automobilismo. Em 2012, Andorra levantou sua primeira equipe nacional de críquete e disputou uma partida em casa contra a Federação Holandesa de Fairly Odd Places Cricket Club, a primeira partida disputada na história de Andorra, a uma altitude de 1 300 m.
Andorra participou pela primeira vez nos Jogos Olímpicos de 1976. O país também aparece em todos os Jogos Olímpicos de Inverno desde 1976. Andorra compete nos Jogos dos Pequenos Estados da Europa sendo país anfitrião duas vezes em 1991 e 2005.

### Feriados oficiais
Existem 4 feriados oficiais em Andorra e mais outros 10 feriados e festas menores. O feriado principal de Andorra é o de Nossa Senhora de Meritxell, padroeira de Andorra, que é o dia nacional do país. Nesse dia realiza uma peregrinação com tochas e velas do monumento de Pareatges ao Santuário de Nossa Senhora de Meritxell, na paróquia de Canillo, onde depois ocorre uma missa.
| Dia do ano     | Nome em português   | Nome local               | Observações                     |
| -------------- | ------------------- | ------------------------ | ------------------------------- |
| 1 de janeiro   | Ano novo            | Cap d'Any                |                                 |
| 14 de março    | Dia da Constituição | Diada de la Constitució  | Aprovada em 14 de março de 1993 |
| 8 de setembro  | Virgem de Meritxell | Mare de Déu de Meritxell | Festa nacional de Andorra       |
| 25 de dezembro | Natal               | Nadal                    |                                 |